# Architektura wczesnochrześcijańska

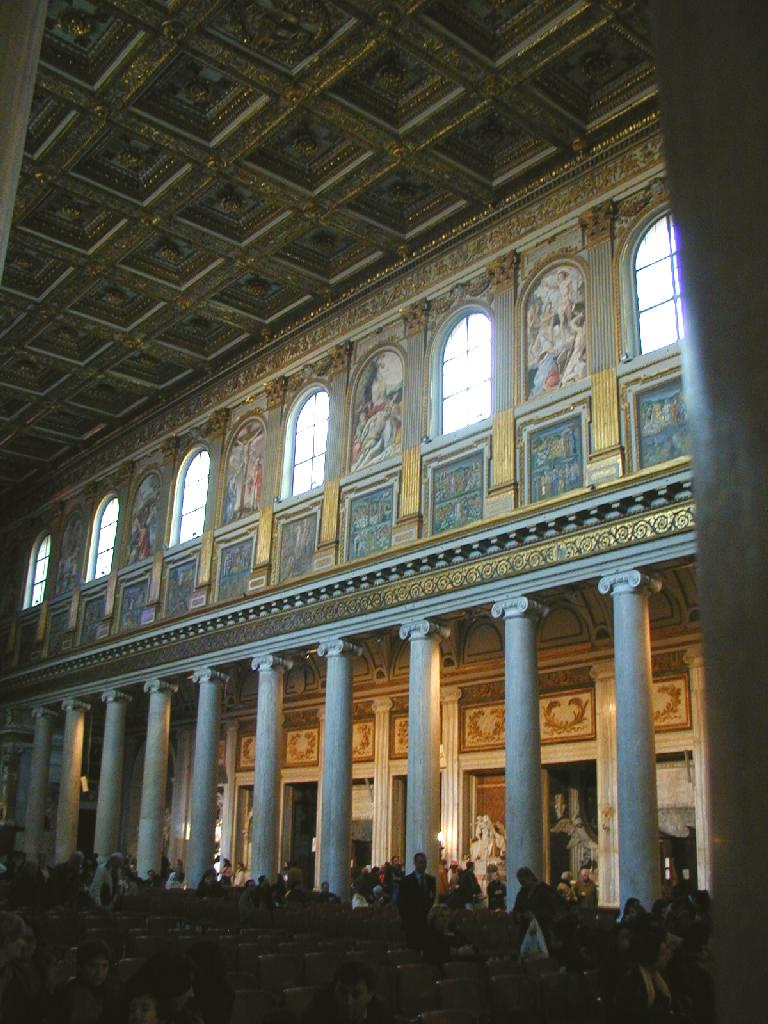
Bazylika Santa Maria Maggiore w Rzymie – wygląd współczesny

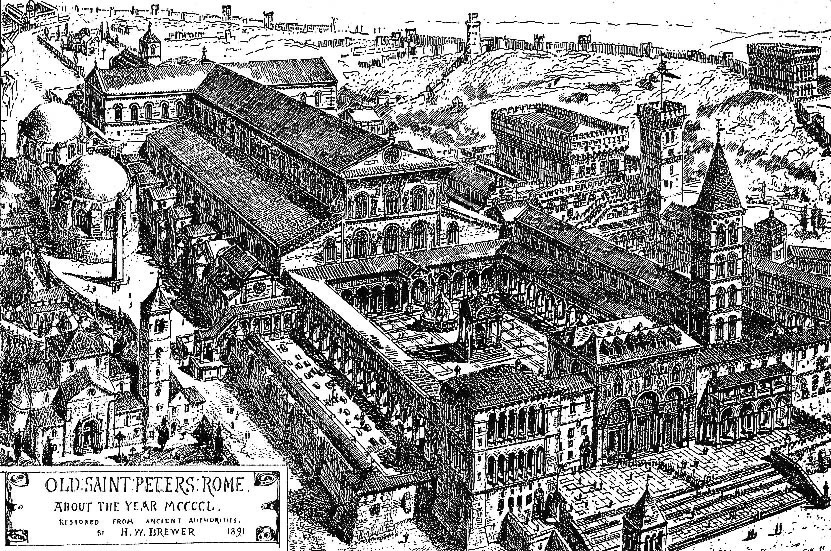
Bazylika św. Piotra na Watykanie ok. 1450 (rekonstrukcja wyglądu, pochodząca z ok. 1890 roku)

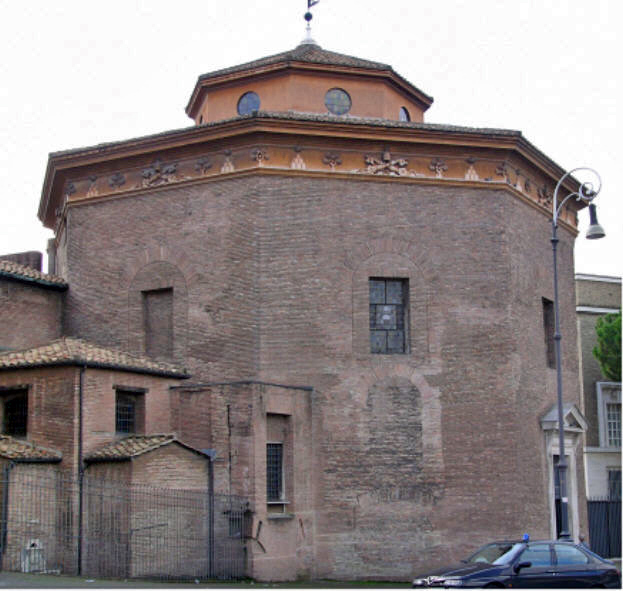
Baptysterium San Giovanni in Fonte na Lateranie

Architektura wczesnochrześcijańska, związana z rozpowszechnianiem się chrześcijaństwa, miała szansę rozwoju dopiero po ukazaniu się Edyktu mediolańskiego w 313.
W okresie wcześniejszym nie powstawały obiekty sakralne, a obrzędy odbywały się w przystosowanych do tego domach prywatnych oraz katakumbach, w których chowano zmarłych. Najstarszy znany zabytek to odkryte w Dura Europos nad rzeką Eufrat, na granicy Syrii i Mezopotamii ruiny budynku nazwanego Domem kościoła. Był to prywatny budynek przystosowany przed 232 r. do spełniania funkcji sakralnych dla potrzeb rzymskich legionistów stacjonujących w tych okolicach. W ruinach, wokół wewnętrznego dziedzińca, odkryto fragmenty baptysterium, sali zebrań z podium dla biskupa, salę katechumenów. Ściany zdobiły malowidła ze scenami uzdrowienia paralityka, przejścia św. Piotra po wodzie, postać Jezusa - Dobrego Pasterza, oceniane na starsze od odnalezionych w katakumbach.
Po ukazaniu się Edyktu Mediolańskiego chrześcijaństwo znalazło się pod opieką cesarza Konstantyna Wielkiego i jego matki św. Heleny. Jest to czas budowania licznych kościołów, często w miejscach związanych z kultem męczenników oraz dostosowywania do potrzeb ceremoniałów religijnych istniejących już budowli. W tym czasie ukształtowały się dwa typy budowli:
- podłużne budynki o trzech lub pięciu nawach w typie bazyliki (z nawą środkową wyższą od naw bocznych)
- budynki na planie centralnym, planowane na rzucie koła, wieloboku (często ośmioboku) albo w formie bardziej złożonej, np. wieloliścia z przekryciem dachem namiotowym lub kopułą.

W bazylikach poszczególne nawy rozdzielone były kolumnadą, z których środkową kończono apsydą. W budowlach powstających we wschodniej części imperium dodano po bokach absydy pastoforia uzyskując trójdzielne zakończenie naw.
Dach był rozwiązywany przy pomocy drewnianej, widocznej z wnętrza więźby. Na Wschodzie, gdzie był to materiał bardziej deficytowy, stosowano kamienne sklepienia kolebkowe.
Forma budynku na planie centralnym częściej spotykana jest w budowlach takich jak mauzolea i baptysterium. Przykładami, przynajmniej częściowo zachowanych budowli tego typu są: Mauzoleum Konstancji (Santa Constanza) w Rzymie, baptysterium San Giovani in Fonte na Lateranie, baptysteria w Rawennie.
Dodatkowo, wokół budowli na planie centralnym i absyd w bazylikach pojawiają się ambity, czyli obejścia pozwalające na wędrówkę wiernych wokół miejsc pochówku świętych, przejście katechumenów podczas ceremonii chrztu itp. Kościoły poprzedzała poprzeczna nawa, tzw. narteks służący jako przedsionek kościoła i pomieszczenie dla katechumenów mogących uczestniczyć tylko w pierwszej części mszy św. Pierwsze transepty pojawiły się już w IV wieku. Ich umiejscowienie jednak jest inne niż w kościołach powstających w okresie średniowiecza. Podobnie jak narteksy przylegają bezpośrednio do naw, a w osi nawy głównej dobudowana jest absyda kończąca nawę. Rozwiązania te występują tylko w Zachodniej części imperium. Niektóre kościoły poprzedza dziedziniec w formie dużego atrium otoczonego kolumnowym portykiem. Przykładem bazyliki poprzedzonej atrium i zakończonej transeptem jest pierwsza, pięcionawowa bazylika św. Piotra na Watykanie oraz rzymska bazylika św. Pawła za Murami. Narteks poprzedza kościół San Vitale w Rawennie oraz mauzoleum Konstancji w Rzymie.
W V wieku pojawiły się kościoły budowane na planie krzyża greckiego oraz z oddzielonymi obejściami od części centralnych przez zastosowanie eksedr. Rozwiązania tego typu stały się mocno popularne w sztuce bizantyjskiej. Bazyliki poddane zostają uproszczeniom. Coraz częściej stosuje się rozwiązania trójnawowe.
Wiele budowli z czasów pierwszych chrześcijan zostało przebudowanych już w okresie średniowiecza. Przetrwały jedynie fragmenty murów i zdobiących je mozaik, a same budowle często zatraciły swoją poprzednią formę. Odbicie niektórych znaleźć można w późniejszych świątyniach powstałych często z inspiracji wiernych odbywających pielgrzymki np. do Jerozolimy, Rzymu (np. XI-wieczne opactwo benedyktyńskie na Monte Cassino jest wzorowane na pierwszej bazylice św. Piotra na Watykanie).
Literatura:
- Sztuka Świata – t. 3, Praca zbiorowa, Wydawnictwo Arkady, 1999 r.
- Historia architektury dla wszystkich – Tadeusz Broniewski, Wydawnictwo Ossolineum, 1990 r.